# مصطفی کویسی
مصطفی کویسی (انگلیسی: Mustapha Kouici؛ زادهٔ ۱۶ آوریل ۱۹۵۴) یک بازیکن فوتبال اهل الجزایر است.
از باشگاه‌هایی که در آن بازی کرده‌است می‌توان به باشگاه فوتبال شباب بلوزداد و باشگاه فوتبال اتحاد الجزایر اشاره کرد. وی عضو تیم ملی فوتبال الجزایر در جام جهانی فوتبال ۱۹۸۲ بوده است.